# Клавель, Ана
Ана́ Янси Кла́вель Эспино́са (исп. Ana Yancy Clavel Espinoza; род. 28 апреля 1992, Сан-Сальвадор) — сальвадорская модель, победительница конкурса красоты «Мисс Сальвадор 2012», участница международного конкурса «Мисс Вселенная 2012».

## Биография
Ана Клавель родилась 28 апреля 1992 года в Сан-Сальвадоре.
Ана получила высшее образование, закончив Сальвадорский университет со степенью бакалавра в области дошкольного образования. 29 апреля 2012 года Ана выиграла национальный конкурс красоты и была коронована как «Мисс Сальвадор». Победа на национальном конкурсе позволила ей принять участие на международном конкурсе «Мисс Вселенная 2012», но по его итогам в топ-16 она не вошла.